# Cithaeron indicus
Cithaeron indicus är en spindelart som beskrevs av Norman I. Platnick och Gajbe 1994. Cithaeron indicus ingår i släktet Cithaeron och familjen Cithaeronidae. Inga underarter finns listade i Catalogue of Life.